# 잇츠한불
잇츠한불은 잇츠스킨과 한불화장품이 합병하여 사명을 변경한 화장품 회사이다.

## 브랜드
- 잇츠스킨 ※로드샵
- ICS
- 루이첼(LUICHEL)
- 바탕(VATANG)
- 이윰(yium)
- 스윗페이스(Sweet Face)
- 오버클래스 아이디